# 吳芳銘
吳芳銘（1971年3月14日—），雲林縣出身的政治人物，曾任嘉義縣副縣長、高雄市政府農業局局長、雲林縣政府農業處處長。曾為民主進步黨籍，2018年退黨參選嘉義縣縣長不敵民進黨候選人而落選，同年底獲高雄市市長韓國瑜延攬擔任高雄市政府農業局局長；2020年6月因韓國瑜罷免案通過而使其市府一級機關首長全數解職，同年底再獲雲林縣縣長張麗善延攬擔任雲林縣政府農業處處長；2023年6月獲剛當選臺北農產運銷公司董事長的楊鎮浯力挺擔任北農總經理。

## 生平

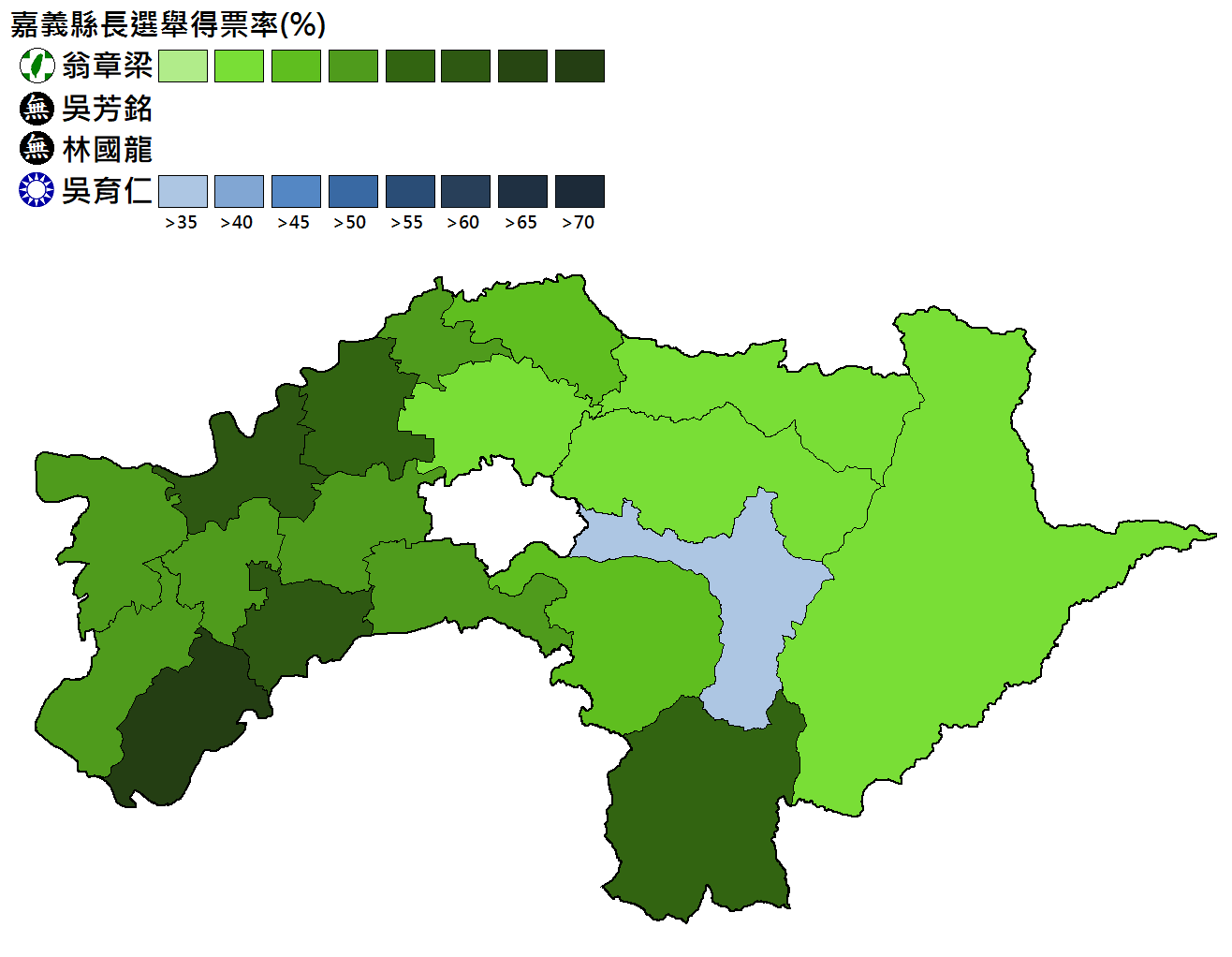
2018年嘉義縣縣長選舉得票分布

2020年12月31日回家鄉雲林擔任農業處長，上任後展現其行銷能力、創意行銷雲林農產品及雲林良品。2022年3月12日辭去農業處長，當日旋即發生酒駕事件，媒體報導吳芳銘晚間於虎尾鎮餐敘，席間稍有飲酒，返家途中不慎自撞路邊車輛，未造成人員受傷，酒測值0.81，警方將其依公共危險罪嫌移送雲林地檢署，經檢察官緩起訴處分確定。2022年嘉義縣縣長選舉一度被國民黨「禮讓」，但最後並未當選。後為自由撰稿人，作品散見各媒體。2023年6月30日，經董事會通過，接任臺北農產運銷公司總經理。

## 選舉紀錄
| 年度 | 選舉屆數               | 選舉區 | 所屬政黨 | 得票數 | 得票率 | 當選標記 | 備註 |
| ---- | ---------------------- | ------ | -------- | ------ | ------ | -------- | ---- |
| 2018 | 第十八屆嘉義縣縣長選舉 | 嘉義縣 | 無黨籍   | 51,020 | 17.89% |          |      |